# Fútbol Club Holguín
Il Fútbol Club Holguín è una Squadra di calcio cubana della Provincia di Holguín. È affiliato alla Federazione calcistica di Cuba e ha vinto 1 campionato cubano.

## Palmarès

### Trofei nazionali
- Campionato cubano: 1

2006